# Cheval au Bénin
La présence du cheval au Bénin, bien qu'attestée depuis l'Antiquité, est assez marginale. Elle prend de l'importance au XVIe siècle. Le cheval reste essentiellement associé à des cérémonies. Le Bénin ne compte qu'une race de petits chevaux indigènes, le Koto-koli, également nommé Berba. Le cheval est souvent représenté monté par des guerriers d'origine extérieure, à travers des sculptures traditionnelles de bois ou de terre cuite.

## Histoire
La tradition orale laisse à supposer que le cheval a pris de l'importance sur le territoire du Bénin après le déclin de la civilisation d'Ife. Ọranyan, le fondateur légendaire du royaume du Bénin, est crédité pour avoir amené les premiers chevaux dans ce pays. Cependant, le royaume Edo connaissait vraisemblablement le cheval depuis l'Antiquité, bien que la date exacte d'apparition des premières pratiques d'élevage soit inconnue. La tradition Oyo crédite plutôt Oranyan de la pratique de l'équitation et de la possession d'un cheval. Ces associations pourraient être tardives, et ne pas refléter une réelle maîtrise équestre aussi précoce. La tradition locale attribue l'introduction du cheval aux Portugais et aux Yorubas.
Les sources historiques penchent plutôt pour une prise d'importance de la cavalerie à l'époque d'Alaafin Orompoto, au XVIe siècle, peut-être en réaction à l'invasion des Nupe. Les premières preuves historiques d'usage de chevaux au Bénin remontent au début du XVIIe siècle ; par ailleurs le roi du Portugal offre un cheval en cadeau au roi du Bénin en 1505. Un commerçant anglais des années 1580 note la queue de cheval noire parmi les biens susceptible de faire l'objet d'un commerce au Bénin. Au milieu du XVIIe siècle, le Royaume du Bénin est attaqué à l'aide d'une cavalerie militaire, vraisemblablement celle des Oyo, mais l'attaque échoue. Au XIXe siècle, l'élevage de chevaux est vraisemblablement solidement établi dans l'Est du royaume.
Le 4 août 1990, la fille aînée de Denis Sassou-Nguesso reçoit en cadeau de mariage deux chevaux, dont un de Cotonou, au Bénin, qui a été transporté par un avion Fokker F27 réquisitionné auprès de la compagnie Lima Congo, jusqu'à Libreville.

## Pratiques
Les chevaux du Bénin semblent toujours avoir été utilisés pour des pratiques cérémonielles, plutôt que militaires.

## Élevage

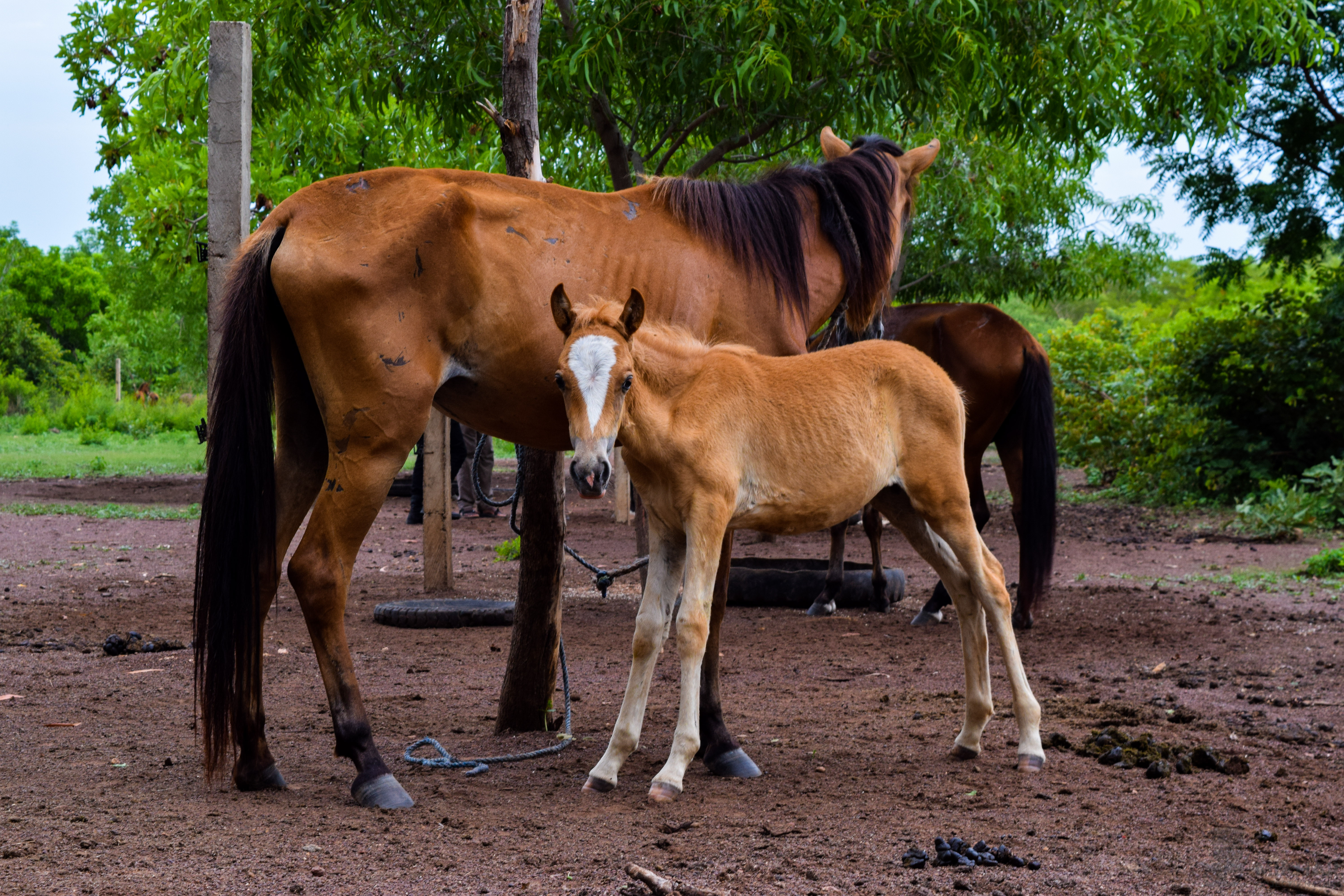
Jument et son poulain dans le ranch de Tagatatatou à Dassari.

La population chevaline du Bénin est d'environ 6 000 individus, d'après le guide Delachaux (2014) ; de manière générale le pays n'a compté qu'un faible nombre de chevaux au cours de son histoire. En effet, les régions forestières ne se prêtent pas à l'élevage de cet animal.
D'après la base de données DAD-IS, le Bénin ne compte qu'une race de chevaux indigène, le Koto-koli, dans le Nord du pays. Peu d'informations sont connues à son sujet. Une autre race est signalée sous le nom de Berba, propre à la région de l'Atacora ; il s'agit d'une variété de Koto-koli.

## Culture

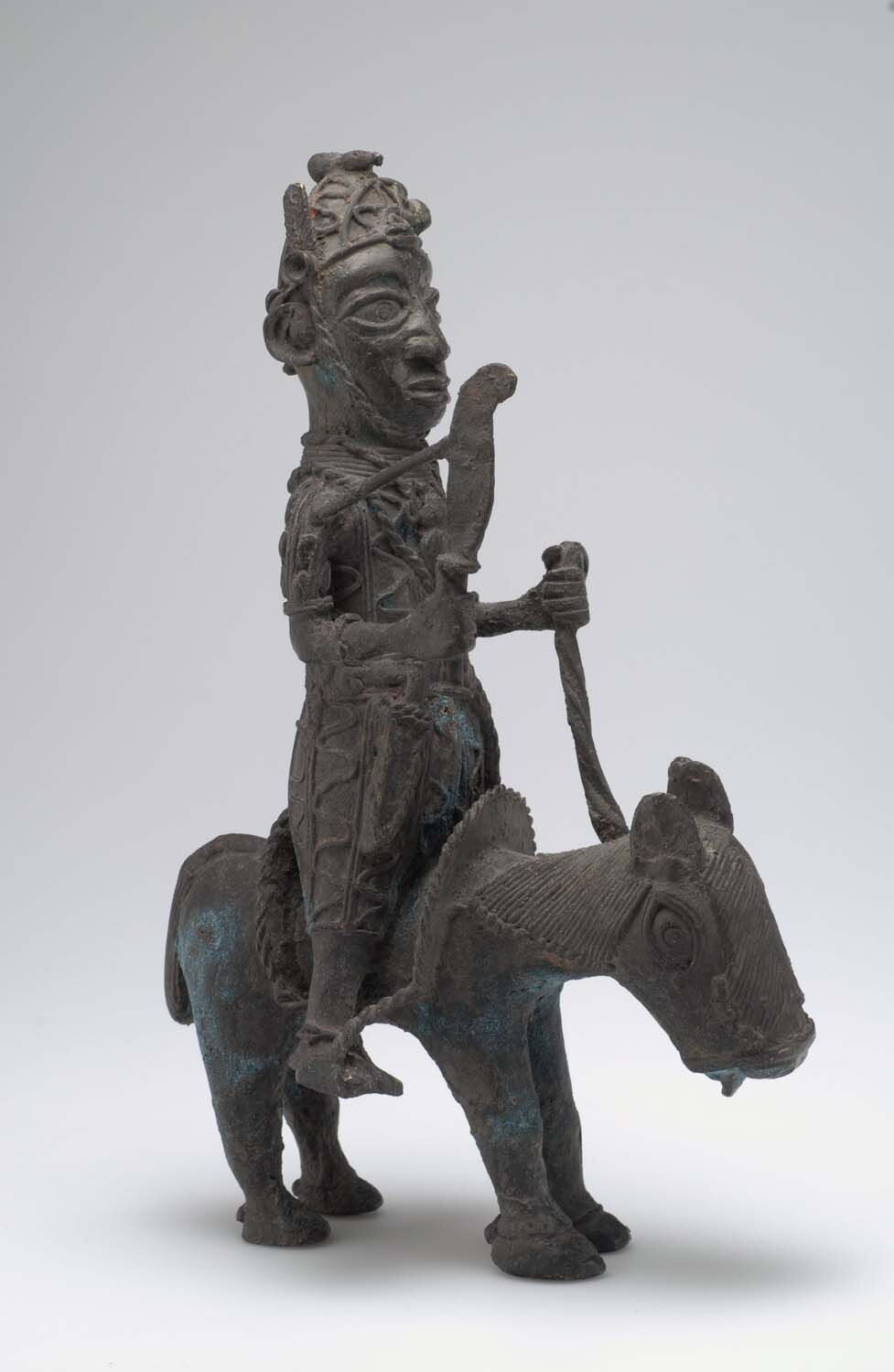
Statuette de cavalier en terre cuite, du royaume du Bénin.

Les sculptures de bois béninoises traditionnelles des XVIe et XVIIe siècles figurent souvent des guerriers à cheval, mais ces guerriers représentés sont le plus souvent des Européens ou des Africains de l'extérieur, les figurations de cavaliers du Bénin étant plus rares. De manière générale, les représentations de cavaliers aux traits africains sont rares dans l'art africain traditionnel. Une autre particularité de ces statuettes traditionnelles est que le cheval soit souvent représenté très petit par comparaison à son cavalier. Sango, présumé le fils d'Oranyan, est un sujet fréquent de statuettes équestres cultuelles en bois. 
Le conte traditionnel kotafon intitulé « Homévon et les trois chevaux enchantés » raconte l'histoire d'un roi dont un champ donne des grains d'or, et dont trois chevaux viennent se nourrir durant la nuit.

### Filmographie
- Les Cavaliers Wassan'gari, film documentaire de Marino Mercuriali, Arès Film, Equidia, 2005, 26 min, extrait